# Expansión económica de China
El desarrollo económico de China influyó por completo en la expansión de la Dinastía Han en Asia. Por tanto, también ayudó a mejorar el tráfico con Mongolia, Asia Central, Corea, China del sur o el norte de la India, llegando con ello, la expansión militar y diplomática. Tanto fue su influencia y su riqueza que a finales del S.I antes de nuestra era ya no fue necesario continuar con la colonización en la China del norte y noroeste.

### El origen del comercio y la expansión
Se conoce que ya en los siglos IV y III se desarrollaron intercambios comerciales, como los de los reinos de Zhao y de Qin hacia Mongolia o Asia Central, gracias a excavaciones en  y Corea del Norte, donde se encontraron numerosas monedas de mingdao, demostrando la existencia de tráfico entre el reino de Yan y los territorios del noreste. Sin embargo, el comercio aumentaría y se desarrollaría con los Han.
Son muchos los indicios que relacionan la expansión de los Han a finales del S.II, con el descubrimiento de las grandes vías comerciales que unían el mundo chino. El vínculo se establecía entre China del sur y Asia del sureste, con Asia Central y los límites de India e Irán. 
Una de las causas de la expansión hacia la cuenta el Tarim y el Pamir fue un informe de Zhang Qian en el cual destacaba el interés de distintas poblaciones por las sedas chinas, incitando así al emperador Wudi a llevar expediciones al Yunnan y así controlar las rutas de bambús y tejidos procedentes del Sichuan. Y lo que causó las expediciones de los Han al Guizhou fueron las deducciones de la existencia de una ruta comercial entre Sichuan y Panyu.
Tanto el desarrollo económico como su expansión política iban a aumentar la importancia del tráfico y a estrechar aún más los lazos que unían el comercio con la guerra y la diplomacia. Todo esto creó una situación muy favorable para los mercaderes.
En las ciudades fronterizas se establecieron grandes mercados y las guarniciones chinas participaban en el comercio. Uno de los grandes mercados conocidos y que sirve de ejemplo es el de la actual Zhangjiakou, al noroeste de Pekín, donde comercializan los wuhuan y los xianbei. Los mercaderes se aprovechan de esas guarniciones chinas, llegando incluso a proclamarse representantes titulares de sus países si venían de países lejanos.
Las zonas de los oasis se vio repleta de mercaderes chinos tras la apertura de Asia Central por el ejército de los Hans en la época del emperador Wu. En cualquier caso, la política exterior de los Hans parece haber sido fundada en los intercambios de bienes preciosos. La intención de los Hans era, más que otros objetivos, aumentar sus relaciones diplomáticas. Por ello, al principio controlaban con frecuencia las rutas comerciales estableciendo guarniciones en los puntos por donde pasaban las caravanas de los mercaderes. Esta estrategia la llevaron a cabo en todas las regiones amenazadas, como en el oasis de Asia Central, y en regiones montañosas de la China del suroeste.

### Los intercambios y el tráfico de la seda
Los Hans llevaron a cabo una política de lujos y generosidad al mismo tiempo, lo cual sorprende por su elevado coste y su personalidad sistemática. Pues, sin duda alguna, ningún país en el mundo llegó dar a sus vecinos tantos regalos, como sedas u otros productos chinos, al igual que ellos a las poblaciones de la estepa y el oasis o a las regiones montañosas de la China del suroeste durante los cuatro siglos de su época. Estos regalos fueron ya muy importantes a principios del S.II, aumentando rápidamente en la segunda mitad del S.I antes de nuestra era, y alcanzando la cifra máxima con los segundos Hans. Durante un año, se contó que a los xiongnu del sur, los regalos de seda tenían un valor de 100.900.000 piezas de qian. Y los reinos de los oasis unas 74.800.000 monedas. Sin embargo, en la segunda misión a finales del S.II de Zhang Qian a Dzungaria y Pamir, la seda había perdido su atractivo y su valor debido a la abundancia en estas zonas de ella.
Se ha estimado alrededor de 10.000 millones de piezas de moneda en las rentas anuales del imperio entre el S.I antes de nuestra era y el 150. Todo esto sin contar con las rentas privadas, que subían a 8.000 millones. Aun así, buena parte de esos millones, se invertían para los regalos de las poblaciones vecinas. Esto supuso para China el aumento de la producción artesanal y al mismo tiempo, el debilitamiento de la economía general del imperio. Además, efectos en el comercio entre Asia Oriental, India del norte, Irán y la cuenca mediterránea.
La ruta de la seda unía el valle del río Amarillo con el Mediterráneo (que pasaba por ciudades del Gansu, los oasis de Xinjiang, el Pamir, la Transoxiana, Irán Irak y Siria). Pero, la ruta que bordea por el sur del desierto de Takla-Makan, fue uno de los grandes centros de tránsito de la seda, puesto que aquí se han encontrado restos de tejidos de seda que presentan analogías con las que se han descubierto en las tumbas de Palmira.
La seda procedente o fabricada en Sichuan era conocida como producto del reino de Qin en las llanuras del Ganges y del Indo desde los S.IV-III antes de nuestra era. Pero indicios arqueológicos muestran que las relaciones entre China y la India se desarrollaron con los la expansión de los Hans en Asia Central. Tampoco debemos olvidar que el comercio de la seda se extendió por toda Asia, aunque la mayoría del tejido tomara rumbo hacia Oriente o la cuenca del mediterráneo.
Ahora bien, si querías evitar que los nabateos, quienes controlaban el comercio entre Transoxiana, Irán y el Mediterráneo, te cobrasen una tasa de 25% de las mercancías; entonces, las sedas debían importarse directamente del valle del Indo.

### La economía en la sociedad (desarrollos tecnológicos)

#### Progresos de la metalurgia del hierro y otras industrias.
Bajo los Hans continuaron los progresos con la metalurgia del hierro, pero no sería hasta el S.VI cuando se vería descrito el procedimiento moderno Siemens-Martín. Ahora bien, los chinos supieron desde el S.II producir acero calentando y trabajando con hierros y diferentes contenidos de carbono. Sustituyendo entonces las armas de acero por otras de bronce que parecen ser las únicas que se conoció en la época de los Reinos Combatientes; una época donde la producción del hierro era exclusivamente para instrumentos agrícolas.
La artesanía del hierro era la más activa e importante durante la Dinastía Han, y gracias a los monopolios del estado de hierro y sal, se crearon cuarenta y ocho fundiciones donde trabajaban obreros (reclutas o condenados) conocidos por el nombre de tongzi.
Los grandes talleres del estado se encargaban del funcionamiento de cargas pesadas, y cuya producción iba destinada básicamente a los regalos de los vecinos. Se encontraban en la capital, que era Chang’an, y trabajaban miles de obreros. También habían empresas privadas creadas por familias ricas de mercaderes.
En el caso de la producción de lacas, sucedía algo similar. Eran fabricadas sobre todo en Sichuan y Henan. Muchos descubrimientos arqueológicos mostraban en muchas piezas el nombre de quienes dirigieron la fabricación, otras no, por tanto se deducen que podrían ser de talleres privados.
La artesanía del cobre fue también importante, siendo las monedas y los espejos de bronce los productos principales. Los espejos fueron importantes en el primer siglo de nuestra era para la exportación, encontrándose restos en Siberia, Vietnam y Rusia meridional.

##### Mejora de la producción agrícola.
Las técnicas agrícolas mejoraron, pues los instrumentos de hierro eran de mejor calidad, y el uso del arado con bueyes se generaliza. Con el emperador Wudi, se crearon nuevas tierras en el norte de China. Además, expertos agrónomos difundieron nuevos métodos de cultivo, enseñando a pueblos nómadas de más allá de las Murallas a cultivar cereales. Continuaron los cultivos de cebada, trigo y mijo, y se sumaron la soja y el arroz. Asimismo, la alfalfa (hierba musu), permitió el desarrollo de la cría de caballos.
Apareció con Wang Mang el molino de agua. Apareció también el arnés del tirante con los Reinos Combatientes cuando la carreta de doble vara fue sustituida por el carro de timón. En la época de los Hans se creó un vehículo importante, la carretilla, un instrumento muy útil para senderos estrechos que permitía transportar una carga de 150 kg con poco esfuerzo. Y, por último, la China de los Hans contó con gran abundancia de animales de tiro (bueyes, caballos y burros), y de transportes.